# Panimerus verbassicus
Panimerus verbassicus är en tvåvingeart som beskrevs av Salih 1978. Panimerus verbassicus ingår i släktet Panimerus och familjen fjärilsmyggor. Inga underarter finns listade i Catalogue of Life.